# Tasnádi László (pilóta)
Tasnádi László (1916–1942) magyar motoros és vitorlázórepülő pilóta.  Beceneve Nádi.

## Életpálya
A magyar sportrepülés kimagasló egyénisége. 1938-tól 1942-ig az MSrE elnöke. Kitűnő szervező és vezető volt, irányítása alatt az MSrE, az ország első sportrepülő-egyesületévé nőtte ki magát. A legnagyobb sport eredményeket a vitorlázórepülésben érte el.
- 1935-ben, műegyetemi hallgatóként az MSrE repülőgép építő műhelyében dolgozott.
- 1936. január 6-án repült először a Hármashatárhegyen, s még ez év nyarán C vizsgát tett.
- 1937-ben kezdett motoros repülőgéppel repülni.
- 1939-ben Szentesen rendezte az első magyarországi repülőgép-vontatásos kiképzőtábort.
- 1940-ben Vadas Lászlóval géppárban két M 24-es túrarepülőgépet vitt Egyiptomba.
- 1942 őszén Károlyi Gyulát, a MaeSZ elnökét tanította motoros repülésre az érdi repülőtér fölött, amikor egy manőver következtében lezuhantak.

## Sportegyesületei
- Műegyetemi Sportrepülő Egyesület (MsrE)

## Sporteredmények
- 1938-ban megszerezte az ezüstkoszorús teljesítményjelvényt,
- 1939-ben Bécsi Főiskolai Játékok során tartott nemzetközi vitorlázórepülő-versenyen a 3. helyet szerezte meg,
- 1941 őszén rendezett balatoni csillagtúrán Szomolányi Károly vitorlázórepülővel a 3. helyen végeztek,
- 1941. június 25-én 315 kilométeres távrepüléssel új magyar rekordot állított fel, melyet 1942-ben maga javított 335 km-re,
- 1942. május 17-én 3770 m-es magassági repüléssel elérte az első magyar aranykoszorús teljesítményjelvényt,

## Szakmai sikerek
- az első magyar aranykoszorús repülő